# Бронепоезд «Коммунист»
«Коммунист» — «Свободная Украина» (Вильна Украина) — «Гроза» — лёгкий бронепоезд РККА — Армии УНР — ВСЮР — снова РККА. Один из бронепоездов Гражданской войны в России, который последовательно оказывался у трёх противоборствующих сторон, что в то время случалось нередко.

## История
Построен между 18 февраля и 15 марта 1919 года на заводе Гретера и Криванека в Киеве и назван «Коммунист коростеньского района». 7 апреля состоялось его боевое крещение во время освобождения Коростеня Красной Армией.
11 и 12 июня 1919 после упорного натиска войск УНР на Проскуровском направлении ситуация для красноармейцев стала угрожающая. Красноармейские подразделения отходили. Для поддержания боевого духа войск и задержки наступления противника туда был послан бронепоезд «Коммунист коростеньского района», он с целью привлечения внимания врага на себя выдвинулся на 35-40 вёрст перед красноармейскими частями. Навстречу бронепоезду выдвинулись три бронепоезда УНР, а также было выставлено 4 батареи полевых орудий. В результате затяжной артиллерийской дуэли бронепоезд был повреждён и окружён, завязался шестичасовой бой с использованием пулемётов. В результате боя подразделения Украинской Народной Республики отступили от бронепоезда, а он сумел вернуться на станцию Деражня.
После боя командир — Лукиан Табукашвили, затем командир броневой колонны 1-й украинской советской армии, за личное мужество и героизм был награждён орденом Красного Знамени.

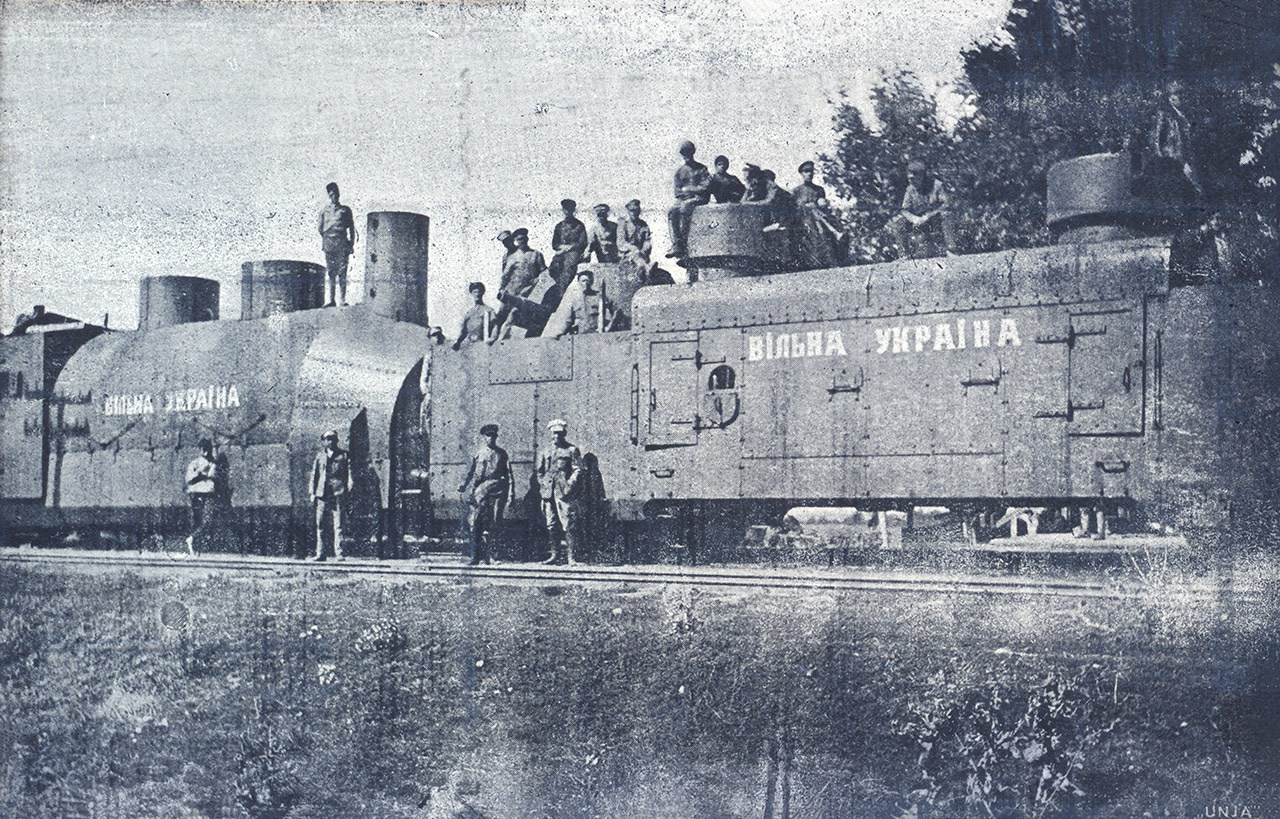
Бронепоезд «Свободная Украина». Сентябрь 1919 года

В августе 1919 года бронепоезд был захвачен Галицкой Армией и переименован в бронепоезд «Свободная Украина».
После начала войны УНР с Добровольческой армией бронепоезд был задействован в боевых действиях. После поражений деникинцев в боях, в том числе с участием бронепоезда 20 и 28 сентября 1919 года, белогвардейское командование на этом участке фронта отказалось от активных действий.

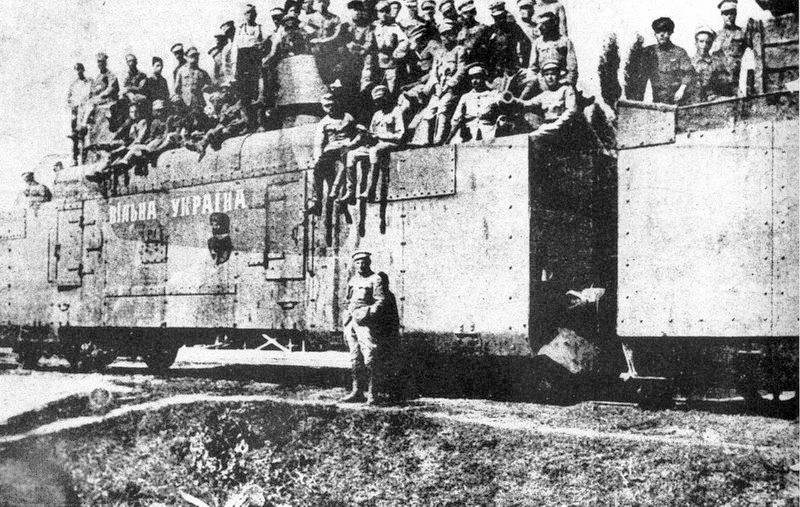
Бронепоезд «Свободная Украина». 1919 год

1 октября бронепоезд вмешался в бой 11-го пехотного полка УНР против белогвардейцев у села Лабушное. Не разобравшись в ситуации, экипаж «Свободной Украины» открыл артиллерийский огонь как по врагу, так и по своим, нанеся обеим сторонам тяжелые потери. В течение 2 и 3 октября бронепоезд прикрывал украинцев, но был выведен из строя огнем вражеских орудий. 5 октября вступил в перестрелку с белогвардейским бронепоездом «Коршун», после которой отступил на станцию Борщи.
17 ноября 1919 года был захвачен частями ВСЮР и переименован в «Грозу». «Гроза» сформирован в ноябре 1919 года как нештатный в районе Одессы на базе захваченного петлюровского бронепоезда «Свободная Украина». Оставлен в январе 1920 года у станции Тирасполь из-за того, что румыны не пропускали отступающих белых в Молдавию, и они вынуждены отступать севернее железной дороги.
В дальнейшем, возможно, его переименовали в бронепоезд № 60 имени Карла Либкнехта РККА, который имел такой же по внешнему виду бронепаровоз и два броневагона с двумя пулемётными башенками и двумя коническими пушечными башнями с плоской крышей.